# 流湖镇
流湖镇，是中华人民共和国江西省南昌市红谷滩区下辖的一个乡镇级行政单位。

## 历史沿革
1958年，为车塘、义渡公社。
1969年，合并为流湖公社。
1984年，改乡。
1997年，面积78.6平方公里，人口2.5万，辖地上、陆林、溪洪、车塘、柏树、莲塘、新塘、北岗、谷溪、对门、上房、丁坊、邓埠、清溪、淑溪、罗桥、钟坊、南岗18个行政村。乡政府驻岗上街，距县城30千米。
2001年11月15日，撤销义渡乡，划归流湖乡（赣民字[2001]520号批复）。
2014年11月10日撤销流湖乡，设立流湖镇。
2022年8月流湖镇划归红谷滩区管辖。
附：义渡乡位于沙井街道西南、锦江下游西岸。地处河谷平原。沪昆高速从境内穿过。1958年设义渡公社，1960年并入松湖公社，1962年复设义渡公社，1963年划入松湖、流湖两公社管理，1983年成立义渡管理区，1984年建乡。1997年，面积54平方千米，人口1.3万，辖张仪、大岗、庆新、楼下、义渡、程坊、北城、红星、红岗9个行政村。乡政府驻义渡街，距县城39千米。2001年撤销义渡乡，划归流湖乡。

## 行政区划
流湖乡下辖以下地区：
流湖街社区、义渡街社区、莲塘村、淑溪村、清溪村、罗桥村、地上村、丁坊村、邓埠村、上房村、对门村、谷溪村、陆林村、车塘村、溪洪村、柏树村、新塘村、南岗村、北港村、钟坊村、张仪村、大岗村、庆新村、楼下村、义渡村、程坊村、北城村、红星村和红岗村。